# Monstre de Frankenstein
El monstre de Frankenstein o la criatura de Frankenstein, sovint anomenat erròniament simplement "Frankenstein", és un personatge de ficció anglès que va aparèixer per primera vegada a la novel·la de 1818 Frankenstein o el Prometeu modern de Mary Shelley. Així, el títol de Shelley compara el creador del monstre, Victor Frankenstein, amb el personatge mitològic Prometeu, que va crear humans amb fang i els va donar el foc.
A la història gòtica de Shelley, Victor Frankenstein construeix la criatura al seu laboratori mitjançant un mètode ambigu basat en un principi científic que va descobrir. Shelley descriu el monstre com de 8 peus (240 cm) d'alt i emotiu. El monstre intenta encaixar a la societat humana però és rebutjat, la qual cosa el porta a buscar venjança contra Frankenstein. Segons l'estudiós Joseph Carroll, el monstre ocupa "un territori fronterer entre les característiques que defineixen típicament els protagonistes i els antagonistes".
El monstre de Frankenstein es va convertir en icònic a la cultura popular i ha aparegut en diferents mitjans de comunicació, com ara pel·lícules, sèries de televisió, marxandatge i videojocs. Les versions més reconegudes popularment són les representacions cinematogràfiques de Boris Karloff a la pel·lícula Frankenstein de 1931, la seqüela de 1935 La núvia de Frankenstein i la seqüela de 1939 Son of Frankenstein.

## Noms

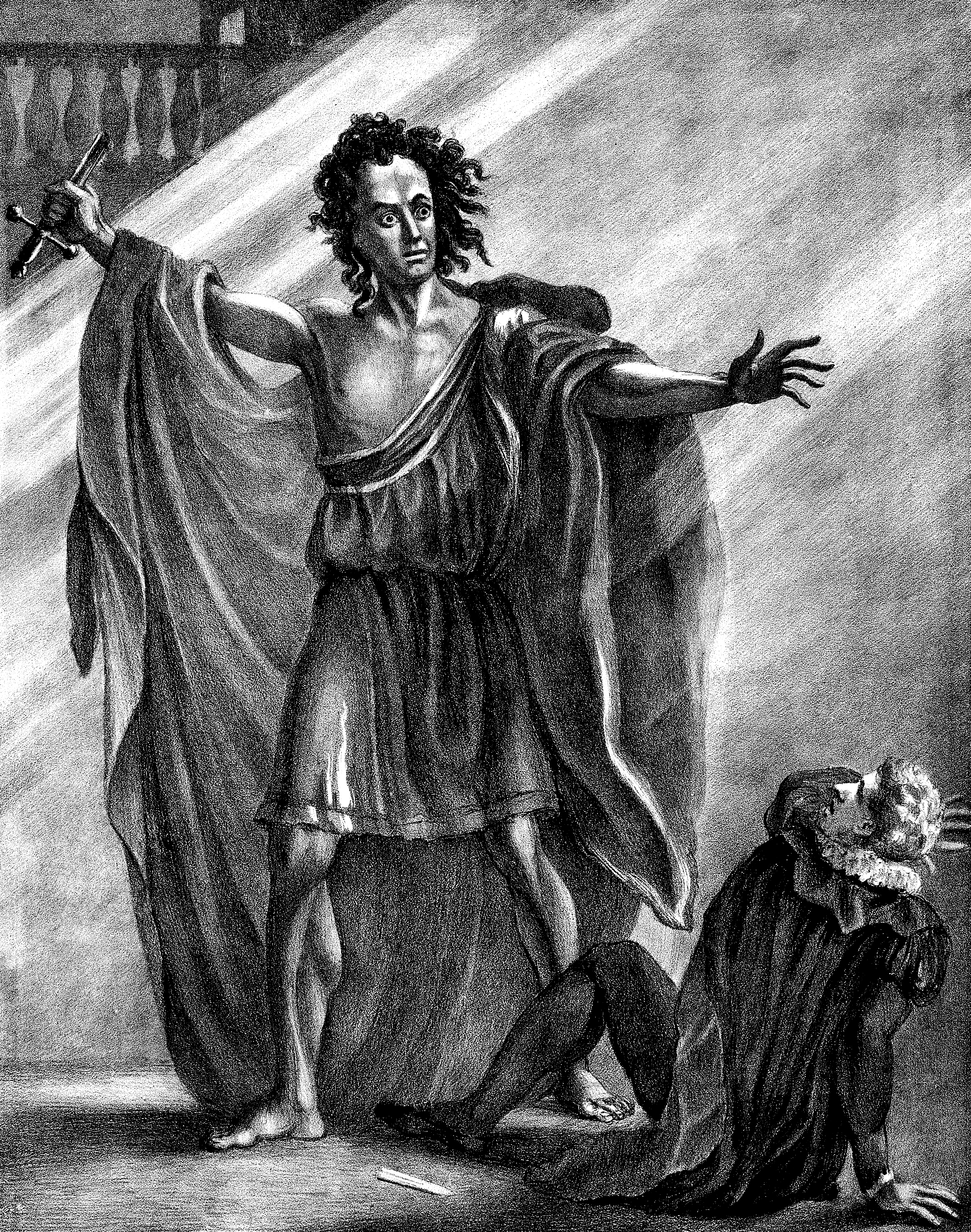
L'actor T. P. Cooke com el monstre en una producció escènica de 1823 de la novel·la de Shelley

La novel·la original de Mary Shelley no dona mai un nom al monstre, tot i que quan parla amb el seu creador, Victor Frankenstein, el monstre sí diu "Jo hauria de ser el teu Adam" (en referència al primer home creat a la Bíblia). Frankenstein es refereix a la seva creació com a "creature" (criatura), "fiend" (dimoni), "spectre" (espectre), "dæmon" (dimoni), "wretch" (desgraciat), "devil" diable", "thing" (cosa), "being" (ésser) i "ogre". La creació de Frankenstein es va referir a si mateix com a "monstre" almenys una vegada, igual que els residents d'un llogaret que van veure la criatura cap al final de la novel·la.
Com a la història de Shelley, la falta de nom de la criatura es va convertir en una part central de les adaptacions escèniques a Londres i París durant les dècades posteriors a la primera publicació de la novel·la. El 1823, la mateixa Shelley va assistir a una representació de la Presumption de Richard Brinsley Peake, la primera adaptació escènica reeixida de la seva novel·la. "L'obra em va divertir molt, perquè a la llista de dramatis personae hi havia _________, del Sr. T. Cooke", va escriure a la seva amiga Leigh Hunt. "Aquesta manera sense nom de nomenar l'innominable és bastant bona".
Al cap d'una dècada de la publicació, el nom del creador —Frankenstein— es va fer servir per referir-se a la criatura, però no es va consolidar fermament fins molt més tard. La història va ser adaptada per a l'escenari l'any 1927 per Peggy Webling, i el Victor Frankenstein de Webling sí que li dona el nom a la criatura. Tanmateix, la criatura no té nom a la sèrie de pel·lícules d'Universal protagonitzada per Boris Karloff durant la dècada de 1930, que es van basar en gran manera en l'obra de Webling. La pel·lícula d'Universal de 1931 va tractar la identitat de la criatura d'una manera semblant a la novel·la de Shelley: als crèdits inicials, el personatge es coneix simplement com "El monstre" (el nom de l'actor es substitueix per un signe d'interrogació, però Karloff apareix als crèdits finals). No obstant això, a la seqüela La núvia de Frankenstein (1935), en el marc de la narració d'un personatge que representa l'amic de Shelley, Lord Byron, sí que es refereix al monstre com a Frankenstein, encara que aquesta escena no té lloc del tot a l'univers de la història. No obstant això, la criatura aviat es va fer més coneguda en l'imaginari popular com "Frankenstein". Aquest ús de vegades es considera erroni, mentre que alguns comentaristes d'ús consideren que el sentit monstruós de "Frankenstein" està ben establert i no un error.
La pràctica moderna varia una mica. Per exemple, al Dean Koont'z Frankenstein, publicat per primera vegada l'any 2004, la criatura rep el nom de "Deucalion", en honor al personatge de la mitologia grega, que és fill del tità Prometeu, una referència al títol de la novel·la original. Un altre exemple és el segon episodi de Penny Dreadful de Showtime, que es va emetre per primera vegada el 2014; Victor Frankenstein considera breument anomenar la seva creació "Adam", abans de decidir deixar que el monstre "trii el seu propi nom". Recorrent un llibre de les obres de William Shakespeare, el monstre tria "Proteus" d'Els dos gentilhomes de Verona. Més tard es revela que Proteus és en realitat el segon monstre que Frankenstein ha creat, amb la primera creació abandonada que ha estat batejada per l'actor de teatre que el va acollir "Caliban", de La tempesta, i més tard, després de sortir del teatre, es va batejar ell mateix amb el nom del poeta anglès John Clare. Un altre exemple és un intent de Randall Munroe del webcomic xkcd de fer de "Frankenstein" el nom canònic del monstre, mitjançant la publicació d'una versió breu derivada que indica directament que l'és. A The Strange Case of the Alchemist's Daughter, la novel·la de Theodora Goss del 2017, la criatura es diu Adam.

## La trama de Shelley

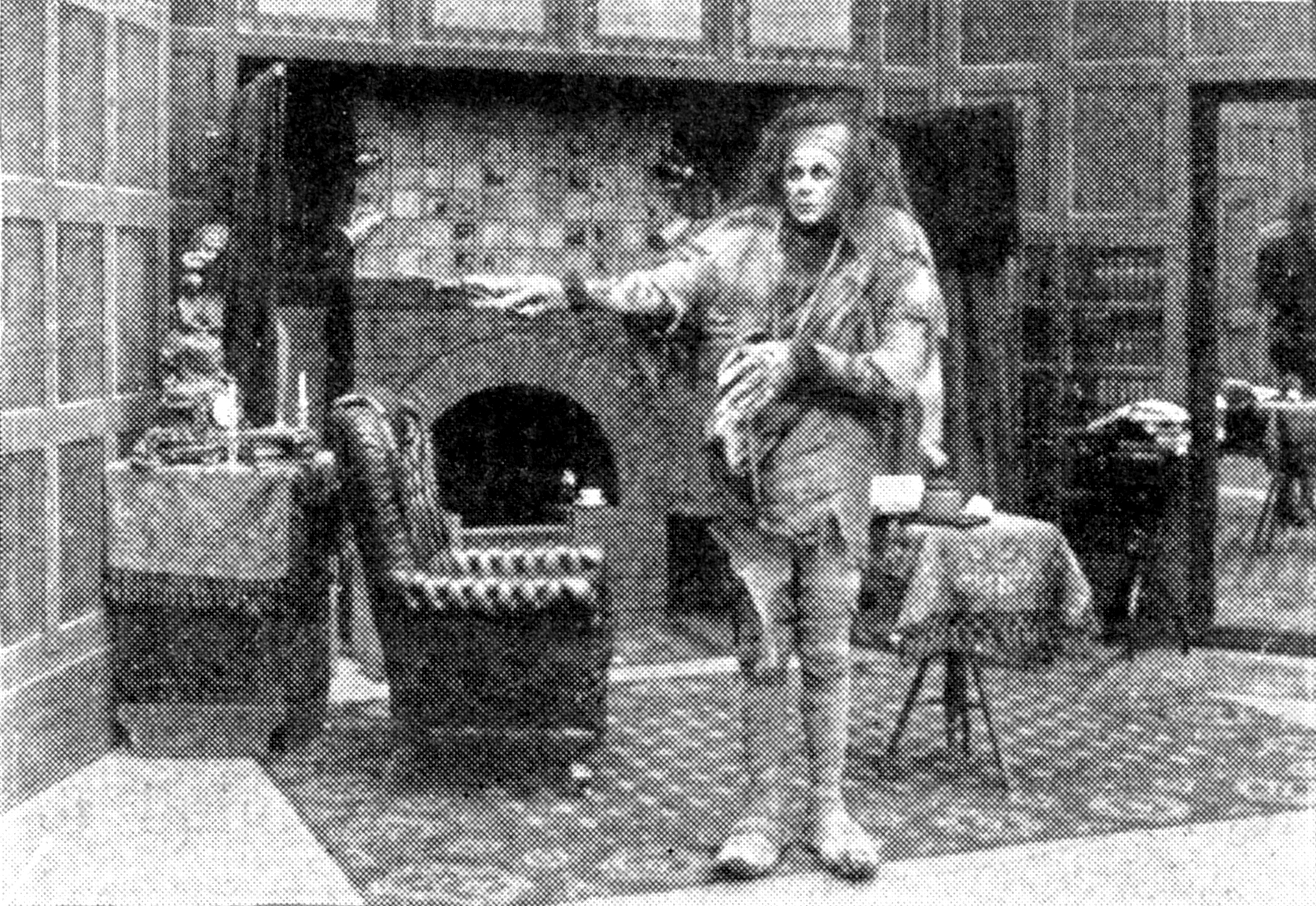
Charles Stanton Ogle a la versió cinematogràfica de 1910

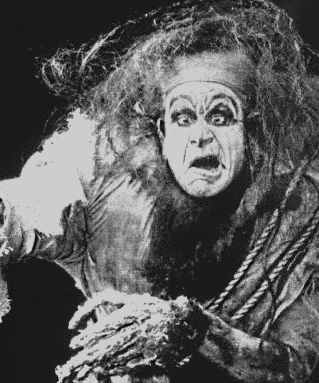
Primer pla de Charles Ogle com el monstre a Frankenstein de Thomas Edison (1910)

Victor Frankenstein construeix la criatura durant un període de dos anys a l'àtic de la seva pensió a Ingolstadt després de descobrir un principi científic que li permet crear vida a partir de matèria no viva. A en Frankenstein, però, li fa fàstic la seva creació i fuig d'ella horroritzat. Espantat i inconscient de la seva pròpia identitat, el monstre vaga pel desert.
Troba consol al costat d'una remota casa rural on habiten un home gran i cec i els seus dos fills. Escoltant-los d'amagat, la criatura es familiaritza amb les seves vides i aprèn a parlar, de manera que es converteix en un individu eloqüent, educat i de bones maneres. Durant aquest temps, també troba el diari de Frankenstein a la butxaca de la jaqueta que va trobar al laboratori i descobreix com va ser creat. La criatura finalment es presenta al pare cec de la família, que el tracta amb amabilitat. Quan la resta de la família torna, però, s'espanten d'ell i l'allunyen. Enfurismada, la criatura sent que la humanitat és el seu enemic i comença a odiar el seu creador per haver-lo abandonat. Tanmateix, tot i que menysprea Frankenstein, es proposa trobar-lo, creient que és l'única persona que l'ajudarà. En el seu viatge, la criatura rescata una noia d'un riu, però el pare de la nena li dispara a l'espatlla, creient que la criatura pretenia fer-li mal. Enfurismada per aquest acte final de crueltat, la criatura jura venjar-se de la humanitat pel patiment que li han causat. Busca venjança contra el seu creador en particular per haver-lo deixat sol en un món on és odiat. Utilitzant la informació de les notes de Frankenstein, la criatura decideix trobar-lo.
El monstre mata el germà petit de Victor, William, en conèixer la relació del nen amb el seu creador i fa semblar que Justine Moritz, una jove que viu amb els Frankenstein, n'és la responsable. Quan Frankenstein es retira als Alps, el monstre s'acosta a ell al cim, li explica les seves experiències i li demana al seu creador que li faci una parella. Promet, a canvi, desaparèixer amb la seva parella i mai més molestar a la humanitat, però amenaça amb destruir tot el que estima Frankenstein si fracassa o es nega. Frankenstein està d'acord i finalment construeix una criatura femenina en una illa remota de les Òrcades, però horroritzat davant la possibilitat de crear una raça de monstres, destrueix la criatura femenina abans que estigui completa. Horroritzada i enfurismada, la criatura apareix immediatament i li fa una amenaça final a Frankenstein: "Estaré amb tu a la teva nit de noces".
Després de deixar el seu creador, la criatura mata el millor amic de Víctor, Henry Clerval, i més tard mata la núvia de Frankenstein, Elizabeth Lavenza, la nit de noces, i el pare de Frankenstein mor de pena. Sense res més per viure més que la venjança, Frankenstein es dedica a destruir la seva creació, i la criatura l'incita a perseguir-lo cap al nord, a través d'Escandinàvia i a Rússia, mantenint-se per davant d'ell durant tot el camí.
Quan arriben al cercle polar àrtic viatgen per sobre de la banquisa de l'oceà Àrtic, Frankenstein, que pateix un sever esgotament i hipotèrmia, es troba a una milla de la criatura, però se'n separa quan el gel sobre el qual estan viatjant es divideix. Un vaixell que explora la regió es troba amb el moribund Frankenstein, que relata la seva història al capità del vaixell, Robert Walton. Més tard, el monstre puja a la nau, però en trobar Frankenstein mort, es veu superat pel dolor i es compromet a incinerar-se a "l'extrem més septentrional del món". Aleshores marxa, per no ser vist mai més.

## Aparença

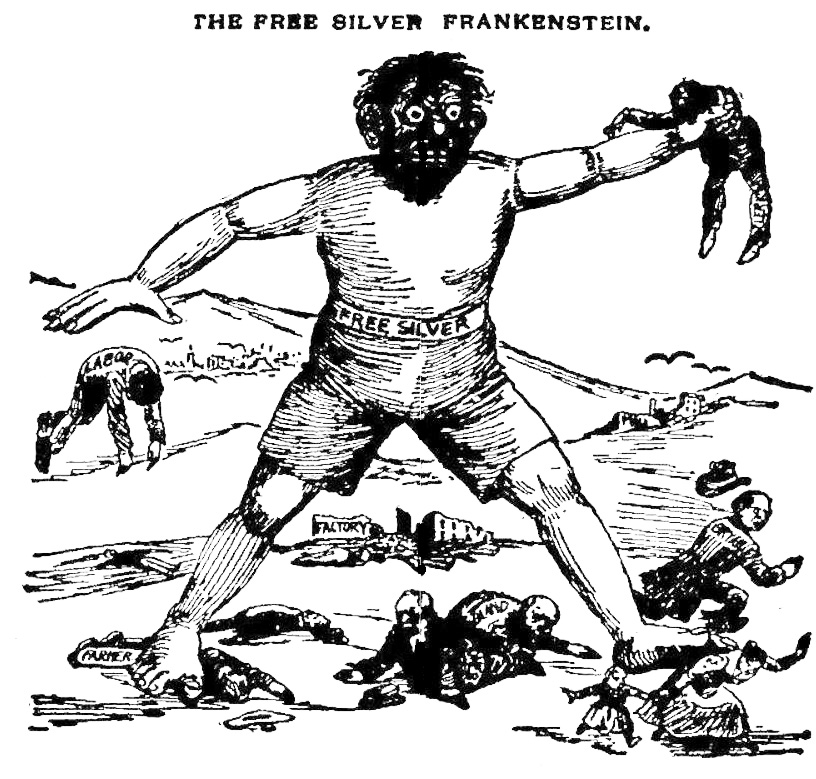
El monstre de Frankenstein en una caricatura editorial, 1896, una al·legoria sobre el moviment favorable a la utilització de la plata que va desplaçar altres faccions progressistes als Estats Units de finals del segle XIX

Shelley va descriure el monstre de Frankenstein com una criatura d'uns vuit peus (2,4 m.) a'alçada de contrastos horripilants.
His limbs were in proportion, and I had selected his features as beautiful. Beautiful! Great God! His yellow skin scarcely covered the work of muscles and arteries beneath; his hair was of a lustrous black, and flowing; his teeth of a pearly whiteness; but these luxuriances only formed a more horrid contrast with his watery eyes, that seemed almost of the same colour as the dun-white sockets in which they were set, his shrivelled complexion and straight black lips.
Una imatge de la criatura va aparèixer a l'edició de 1831. Les primeres representacions el van vestir amb una toga, ombrejada, juntament amb la pell del monstre, d'un blau pàl·lid. Al llarg del segle xix, la imatge del monstre va romandre variable segons l'artista.

### Retrats al cinema
La imatge més coneguda del monstre de Frankenstein a la cultura popular prové de la interpretació de Boris Karloff a la pel·lícula Frankenstein de 1931, en què portava maquillatge aplicat i dissenyat per Jack P. Pierce. Universal Studios, que va produir la pel·lícula, va aconseguir ràpidament la propietat dels drets d'autor del format de maquillatge. Karloff va interpretar el monstre en dues pel·lícules més d'Universal, La núvia de Frankenstein i Son of Frankenstein; Lon Chaney Jr. va agafar el paper de Karloff a The Ghost of Frankenstein; Béla Lugosi va interpretar el paper de Frankenstein i l'home llop; i Glenn Strange va interpretar el monstre a les tres últimes pel·lícules d'Universal Studios per presentar el personatge: House of Frankenstein, House of Dracula i Abbott and Costello Meet Frankenstein. No obstant això, el maquillatge que van utilitzar els actors posteriors va replicar l'aspecte icònic que va utilitzar per primera vegada Karloff. La imatge de la cara de Karloff és actualment propietat de l'empresa de la seva filla, Karloff Enterprises, assegurada per a ella en una demanda per la qual va ser representada per l'advocat Bela G. Lugosi (fill de Bela Lugosi), després de la qual Universal va substituir els trets de Karloff pels de Glenn Strange. en la major part del seu màrqueting. El 1969, el New York Times va publicar per error una fotografia de Strange per a l'obituari de Karloff.
Des de la representació de Karloff, la criatura gairebé sempre apareix com una figura altíssima, similar als a morts vivents, sovint amb un cap angular a la part superior plana i cargols al coll per servir com a connectors elèctrics o elèctrodes grotescs. Porta un vestit fosc, generalment esquinçat, amb les mànigues de l'abric escurçades i unes botes gruixudes i pesades, el que el fa caminar amb un pas incòmode i de cames rígides (a diferència de la novel·la, en la qual es descriu com a molt més flexible que un humà). El to de la seva pell varia (tot i que els tons verds o grisos són habituals), i el seu cos sembla cosit en determinades parts (com ara al voltant del coll i les articulacions). Aquesta imatge ha influït en la creació d'altres personatges de ficció, com Hulk.

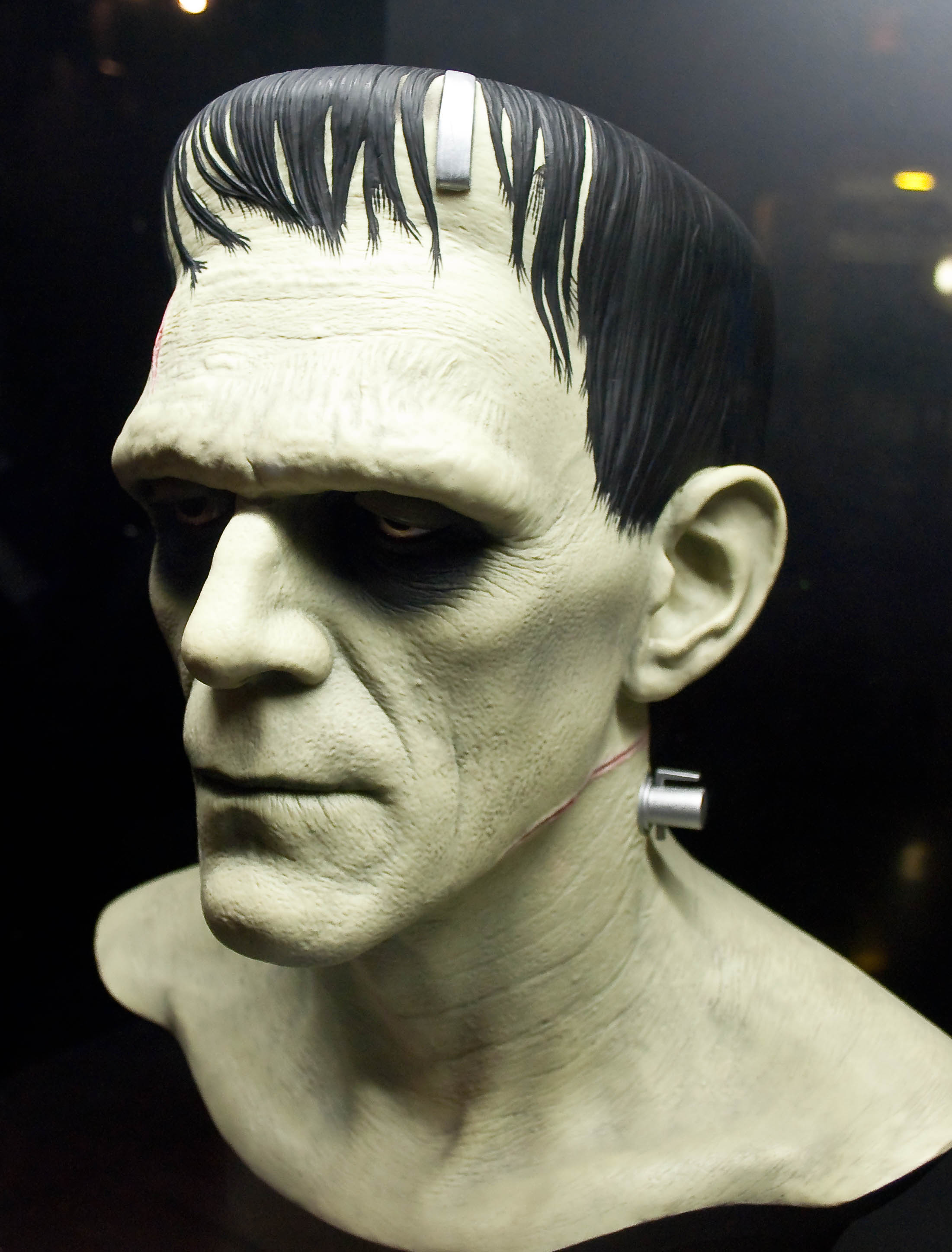
El bust del monstre de Frankenstein, basat en Boris Karloff, al Museu Nacional del Cinema de Torí, Itàlia

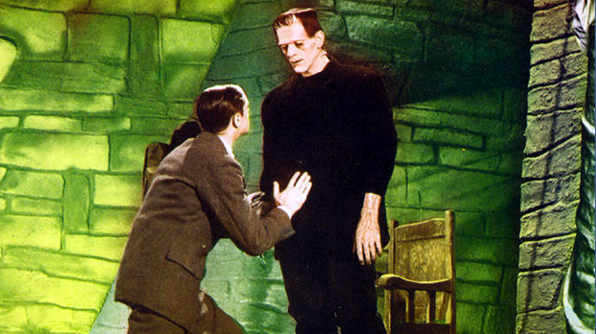
Colin Clive i Karloff a Frankenstein (1931)

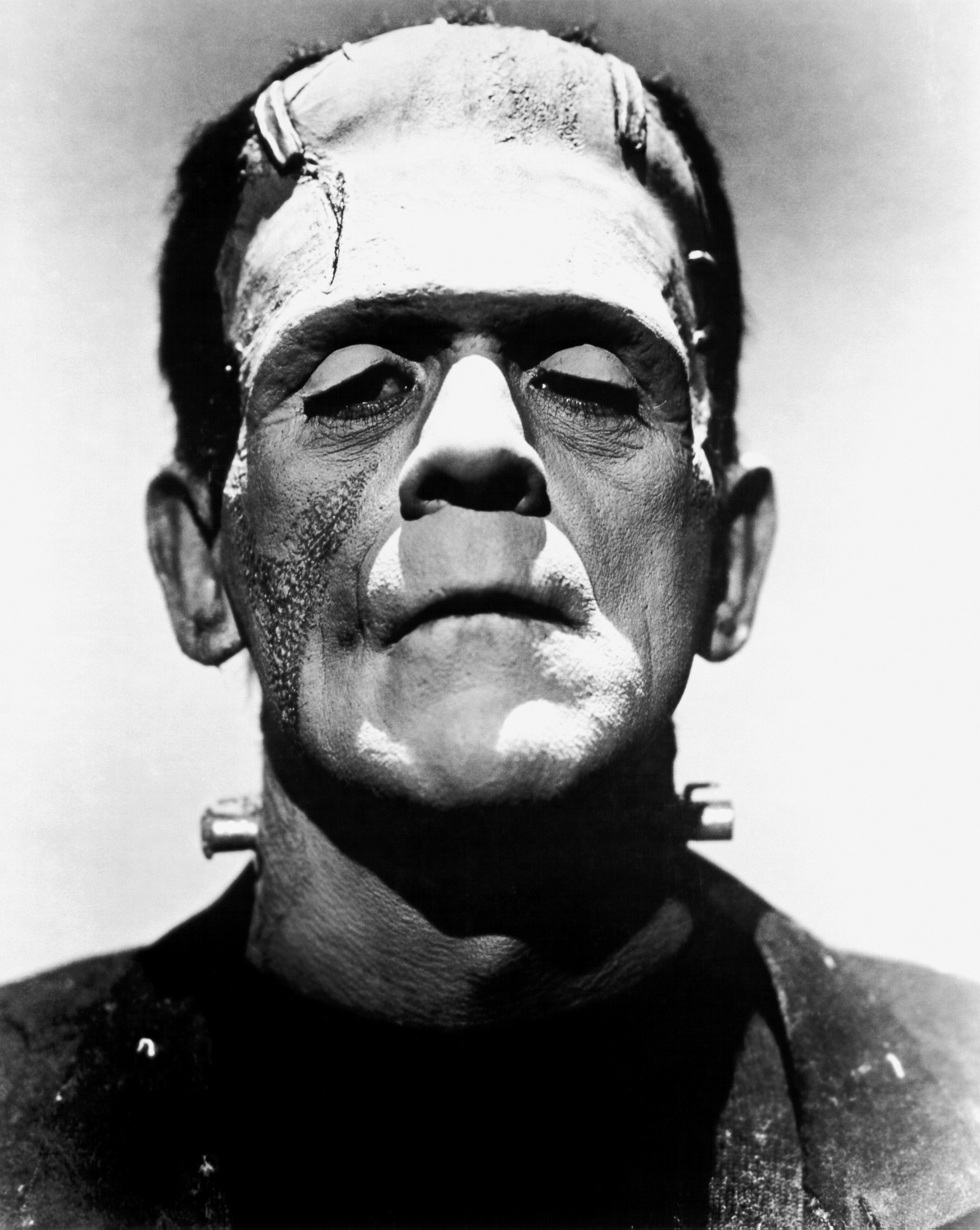
Boris Karloff a La núvia de Frankenstein (1935) en una variació de la versió clàssica de la pel·lícula de 1931 amb l'assistència del maquillador Jack Pierce. Karloff havia guanyat pes des de la iteració original i gran part dels cabells del monstre s'han cremat per indicar haver estat atrapat en un incendi. Una part del cabell es va substituir gradualment durant el transcurs de la pel·lícula per simular que començava a créixer.

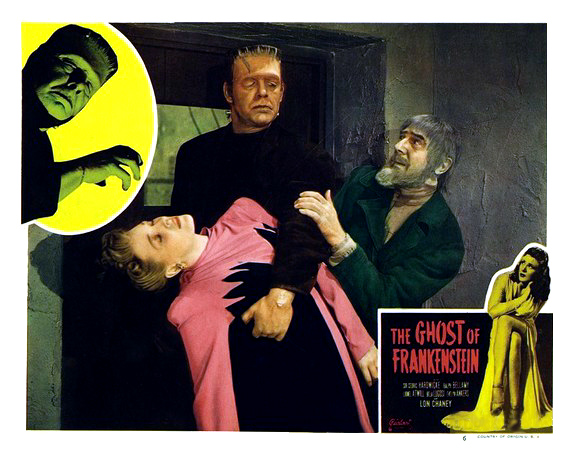
Evelyn Ankers, Lon Chaney Jr. com el monstre i Bela Lugosi com Ygor a The Ghost of Frankenstein (1942)

A la pel·lícula de 1957 La maledicció de Frankenstein, Christopher Lee va ser elegit pel paper de la criatura. Els productors Hammer Film Productions es van abstenir de duplicar aspectes de la pel·lícula d'Universal de 1931, i així Phil Leakey va dissenyar un nou aspecte per a la criatura que no s'assemblava al disseny de Boris Karloff creat per Jack Pierce. Per la seva actuació com a criatura, Lee el va interpretar com un fill solt i infantil, temorós i solitari, amb un suggeriment de patir dolor. L'autor Paul Leggett descriu la criatura com un nen maltractat; espantat però també violentament enfadat. Christopher Lee, es va molestar quan va veure el guió al descobrir que el monstre no tenia diàlegs, perquè aquesta criatura era totalment muda. Segons Marcus K. Harmes en contrastar la criatura de Lee amb la interpretada per Karloff, "Les accions de Lee com el monstre semblen més directament malignes, a jutjar per l'expressió del seu rostre quan s'apodera del vell indefens i cec, però aquestes s'expliquen a la pel·lícula com a impulsos psicopàtics causats per danys cerebrals, no l'astúcia del monstre literari. Lee també evoca un pathos considerable en la seva actuació." En aquesta pel·lícula, el comportament agressiu i infantil del monstre contrasta amb el del professor assassinat Bernstein, una vegada el "millor cervell d'Europa", del qual prové el cervell danyat de la criatura. Les seqüeles de La maledicció de Frankenstein mostrarien el baró creant diverses criatures diferents, cap de les quals seria interpretada per Christopher Lee.
A la pel·lícula de Toho de 1965 Frankenstein Conquers the World, el cor del monstre de Frankenstein va ser transportat des d'Alemanya a Hiroshima quan la Segona Guerra Mundial s'acostava al seu final, només per ser irradiat durant el bombardeig atòmic de la ciutat, atorgant-li miraculoses capacitats regeneratives. Durant els 20 anys següents, es converteix en un nen humà complet, que després madura ràpidament en un home gegant de 20 metres d'alçada. Després d'escapar d'un laboratori de la ciutat, se l'acusa dels crims del kaiju Baragon, i els dos monstres s'enfronten acabant amb el monstre de Frankenstein victoriós, tot i que cau a les profunditats de la Terra després que el sòl s'enfonsi sota els seus peus.
A la minisèrie de televisió de 1973 Frankenstein: La història real, en què la criatura és interpretada per Michael Sarrazin, apareix com un home sorprenentment guapo que més tard degenera en un monstre grotesc a causa d'un defecte en el procés de creació.
A la pel·lícula de 1994 Frankenstein de Mary Shelley, la criatura és interpretada per Robert De Niro i té una aparença més propera a la descrita a la novel·la original, tot i que aquesta versió de la criatura posseeix els cabells grisos calbs i el cos cobert de punts de sang. Està, com a la novel·la, motivat pel dolor i la solitud. En aquesta versió, Frankenstein dona al monstre el cervell del seu mentor, el doctor Waldman, mentre que el seu cos està fet d'un home que va matar Waldman mentre resistia una vacunació. El monstre conserva "traces de records" de Waldman que aparentment l'ajuden a aprendre ràpidament a parlar i llegir.
A la pel·lícula de 2004 Van Helsing, el monstre es mostra en una versió modernitzada del disseny de Karloff. 8 a 9 peus (240–270 cm) d'alçada, té un cap calb quadrat, cicatrius espantoses i pell verda pàl·lida. L'origen elèctric de la criatura es destaca amb una cúpula electrificada a la part posterior del cap i una altra sobre el cor, i també té pistons hidràulics a les cames, amb un disseny semblant al d'un cyborg steam-punk. Encara que no és tan eloqüent com a la novel·la, aquesta versió de la criatura és intel·ligent i relativament noviolenta.
El 2004, Hallmark va fer una adaptació en forma de minisèrie de televisió de Frankenstein. Luke Goss interpreta la criatura. Aquesta adaptació s'assembla més al monstre descrit a la novel·la: intel·ligent i articulat, amb cabells foscos, fluïts i ulls plorosos.
La pel·lícula de 2005 Frankenstein Reborn retrata la criatura com un home paraplègic que intenta recuperar la capacitat de caminar amb la implantació d'un xip d'ordinador. En canvi, el cirurgià el mata i ressuscita el seu cadàver com una criatura reanimada semblant a un zombi. Aquesta versió de la criatura té punts a la cara on li van disparar, cabells castanys, pantalons negres, una dessuadora amb caputxa fosca i una jaqueta negra amb un coll de pell marró.
La sèrie de televisió del 2014 Penny Dreadful també rebutja el disseny de Karloff a favor de la descripció de Shelley. Aquesta versió de la criatura té el cabell fosc que flueix descrit per Shelley, encara que s'allunya de la seva descripció perquè té la pell grisa pàl·lida i les cicatrius evidents al costat dret de la cara. A més, és d'alçada mitjana, sent fins i tot més baix que altres personatges de la sèrie. En aquesta sèrie, el monstre s'anomena "Caliban", a partir del personatge de La tempesta de William Shakespeare. A la sèrie, Victor Frankenstein fa una segona i una tercera criatura, cadascuna més indistinguible dels éssers humans normals.

## Personalitat
Tal com el descriu Shelley, el monstre és una criatura sensible i emocional l'únic objectiu de la qual és compartir la seva vida amb un altre ésser sensible com ell. La novel·la el va retratar com versat en El Paradise perdut, Vides paral·leles i Els sofriments del jove Werther, llibres que troba després d'haver après el llenguatge.
Des del principi, el monstre és rebutjat per tots els que coneix. S'adona des del moment del seu "naixement" que fins i tot el seu propi creador no suporta la seva vista; això és obvi quan Frankenstein diu "... una mà estava estesa, aparentment per detenir-me, però vaig escapar...".:Ch.5 En veure el seu propi reflex, s'adona que ell també es sent rebutjat per la seva aparença. El seu desig més gran és trobar amor i acceptació; però quan aquest desig és negat, jura venjar-se del seu creador.
El monstre és vegetarià. Mentre parlava amb Frankenstein, li diu: "El meu menjar no és el de l'home; no destrueixo el xai i el cabrit per treure'm la gana; glans i baies em proporcionen prou alimentació... La imatge que us presento és pacífica i humana." En el moment en què es va escriure la novel·la, molts escriptors, inclòs el seu marit Percy Bysshe Shelley a A Vindication of Natural Diet, argumentaven que practicar el vegetarianisme era el moralment correcte.
Contràriament a moltes versions cinematogràfiques, la criatura de la novel·la és molt articulada i eloqüent en el seu discurs. Gairebé immediatament després de la seva creació, es vesteix; i en 11 mesos, pot parlar i llegir alemany i francès. Al final de la novel·la, la criatura també és capaç de parlar anglès amb fluïdesa. Les interpretacions de Van Helsing i Penny Dreadful del personatge tenen personalitats similars a l'original literari, encara que aquesta última versió és l'única que conserva les reaccions violentes del personatge davant el rebuig. A l'adaptació cinematogràfica de 1931, el monstre és representat com a mut i bestial; s'implica que això es deu al fet que se li implanta accidentalment el cervell "anormal" d'un criminal. A la seqüela posterior, La núvia de Frankenstein, el monstre aprèn a parlar, encara que amb frases curtes i atrofiades. No obstant, es veu que la seva intel·ligència està bastant desenvolupada, ja que el poc diàleg que parla suggereix que té una actitud cansada pel món davant la vida i una comprensió profunda del seu estat antinatural. Quan és rebutjat per la seva núvia, passa breument per un estat suïcida i intenta suïcidar-se, fent volar el laboratori on es troba. A la segona seqüela, Son of Frankenstein, la criatura torna a ser inarticulada. Després d'un trasplantament de cervell a la tercera seqüela, The Ghost of Frankenstein, el monstre parla amb la veu i la personalitat del donant de cervell. Això va continuar d'una manera en el guió de la quarta seqüela, Frankenstein i l'home llop, però el diàleg es va eliminar abans del llançament. El monstre va quedar mut en les seqüeles posteriors, encara que es refereix al comte Dràcula com el seu "mestre" a Abbott and Costello Meet Frankenstein. Sovint se'l representa el monstre com que té por al foc, encara que no li té por a la novel·la, arribant fins i tot a utilitzar el foc per destruir-se a ell mateix.

## El monstre com a metàfora
Els estudiosos de vegades busquen un significat més profund a la història de Shelley i han dibuixat una analogia entre el monstre i un nen orfe; La pròpia mare de Shelley va morir mentre la donava a llum. El monstre també s'ha analogitzat amb una classe oprimida; Shelley va escriure que el monstre reconeixia "la divisió de la propietat, d'una immensa riquesa i una pobresa miserable". Altres veuen en el monstre els perills d'un progrés científic incontrolat, sobretot com en el moment de la publicació; el galvanisme havia convençut a molts científics que ressuscitar els morts mitjançant l'ús de corrents elèctrics era una possibilitat científica.
Una altra proposta és que Victor Frankenstein es basava en un científic real que tenia un nom semblant, i que havia estat anomenat un Prometeu modern: Benjamin Franklin. En conseqüència, el monstre representaria la nova nació que Franklin va ajudar a crear a partir de les restes deixades per Anglaterra. El pare de Victor Frankenstein "també va fer un estel, amb un filferro i una corda, que va treure aquell fluid dels núvols", va escriure Shelley, semblant al famós experiment de l'estel de Franklin.

## Interpretacions racials

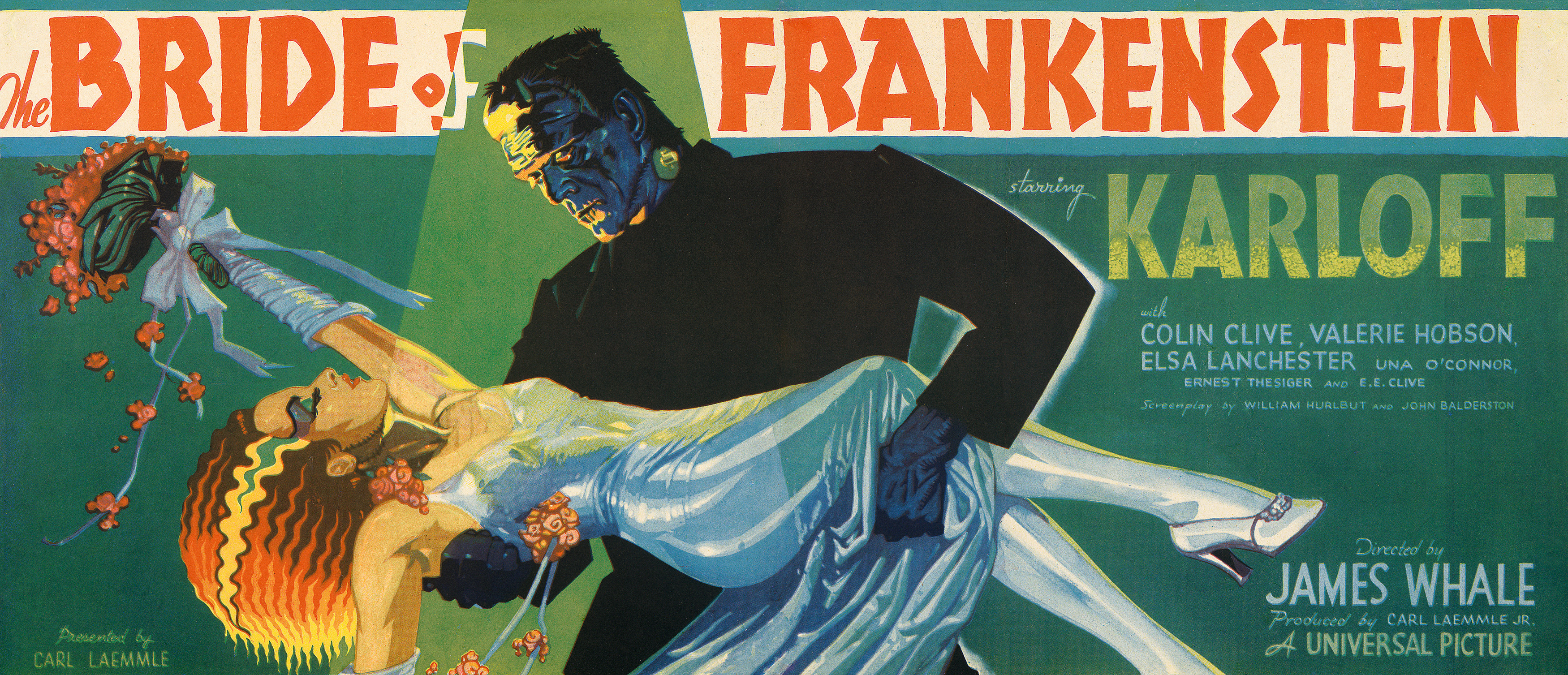
El director d'art d'Universal de la dècada de 1930, Karoly Grosz va dissenyar aquest anunci poc convencional el 1935.

En discutir la descripció física del monstre, s'ha especulat sobre el potencial que el seu disseny estigui arrelat en les percepcions comunes de la raça durant el segle xviii. Tres estudiosos han assenyalat que la descripció del monstre de Shelley sembla estar codificada per raça; un argumenta que "la representació de Shelley del seu monstre es va inspirar en les actituds contemporànies cap als no blancs, en particular en les pors i esperances de l'abolició de l'esclavitud a les Índies Occidentals". Per descomptat, no hi ha proves que suggereixin que la representació del monstre estigui destinada a imitar qualsevol raça, i aquestes interpretacions es basen en interpretacions conjecturals personals del text de Shelley més que en comentaris d'ella mateixa o de qualsevol intencionalitat coneguda de l'autora.

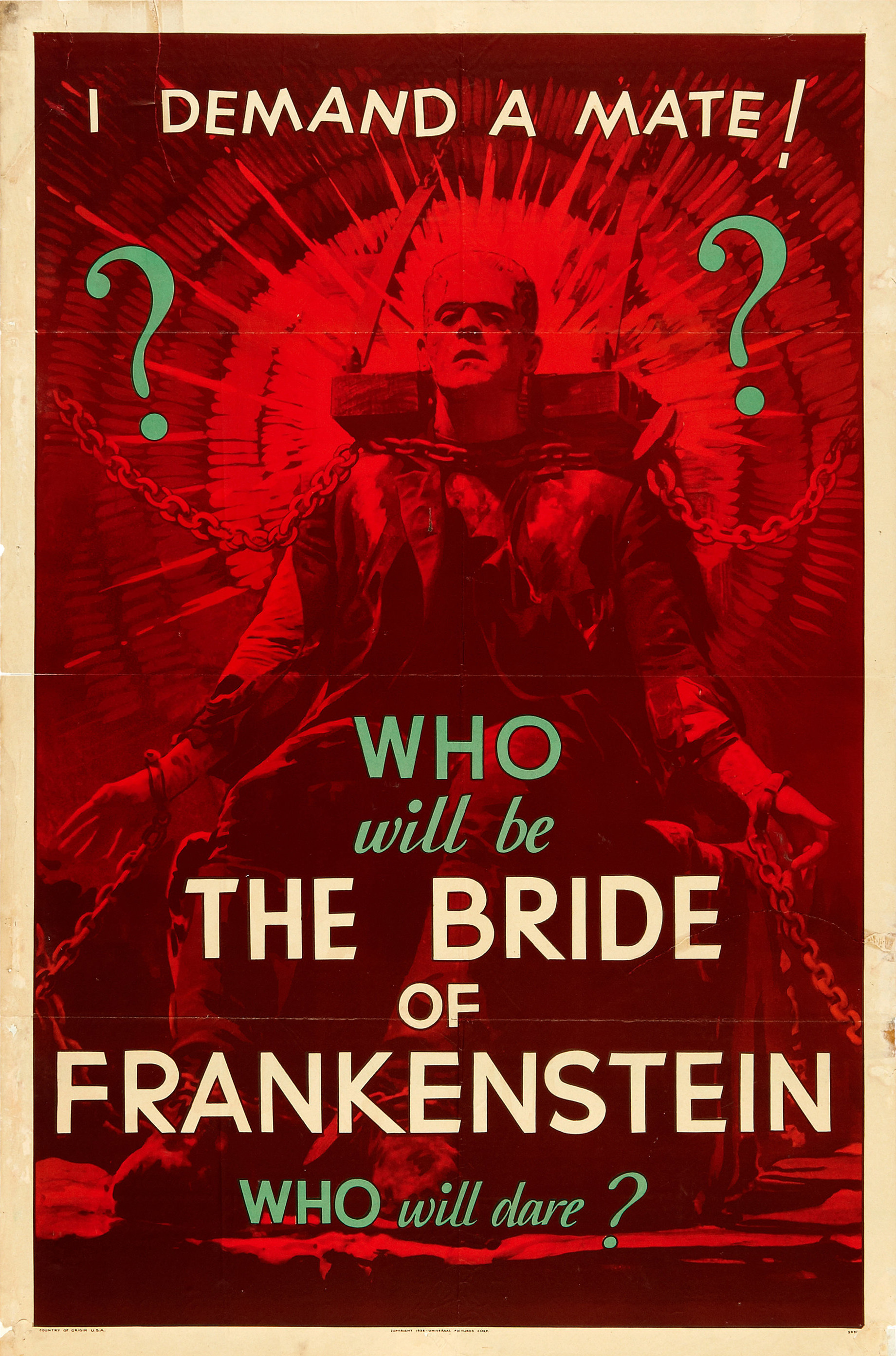
Karloff a l'anunci d'avançament de 1935

En el seu article "Frankenstein, Racial Science, and the Yellow Peril", Anne Mellor afirma que les característiques del monstre comparteixen molt en comú amb la raça mongoloide. Aquest terme, ara anticuat i amb algunes connotacions negatives, s'utilitza per descriure les "races grogues" d'Àsia a diferència de les "races caucàsiques" o "blanques". Per donar suport a la seva afirmació, Mellor assenyala que tant Mary com Percy Shelley eren amics de William Lawrence, un dels primers defensors de la ciència racial i algú a qui Mary "va continuar consultant sobre qüestions mèdiques i va reunir-se socialment fins a la seva mort el 1830". Mentre Mellor assenyala les al·lusions a l'orientalisme i el perill groc, John Malchow en el seu article "El monstre de Frankenstein i les imatges de la raça a la Gran Bretanya del segle XIX" explora la possibilitat que el monstre sigui codificat com a negre intencionadament o no. Malchow argumenta que la representació del monstre es basa en una comprensió del segle xviii del "discurs racial popular [que] va aconseguir combinar aquestes descripcions de característiques ètniques particulars en una imatge general del cos "negre" en què trets repulsius, força bruta i la mida de les extremitats destacaven de manera destacada". Malchow deixa clar que és difícil saber si aquesta suposada al·legoria racial va ser intencionada per part de Shelley o si es va inspirar en la societat en què va viure (o si existeix en el text fora de la seva interpretació), i afirma que "No hi ha cap prova clara que Mary Shelley s'hagi proposat conscientment crear un monstre que suggerís, explícitament, que l'esclau o granat jamaicà s'escapés, o que tragués directament de qualsevol coneixement de la propaganda plantadora o abolicionista". A més de les interpretacions anteriors, Karen Lynnea Piper argumenta en el seu article "Inuit Diasporas: Frankenstein and the Inuit in Englant" que el simbolisme que envolta el monstre de Frankenstein podria provenir dels inuits de l'Àrtida. Piper argumenta que el monstre explica la "presència desapareguda" de qualsevol poble indígena durant l'expedició de Waldon, i que representa la por del salvatge, que s'amaga als marges de la civilització.

## Intèrprets
| Actor                        | Any       | Producció                                                              |
| ---------------------------- | --------- | ---------------------------------------------------------------------- |
| Thomas Cooke                 | 1823      | Presumption; or, the Fate of Frankenstein (obra escènica)              |
| Charles Stanton Ogle         | 1910      | Frankenstein                                                           |
| Percy Standing               | 1915      | Life Without Soul                                                      |
| Umberto Guarracino           | 1920      | The Monster of Frankenstein                                            |
| Boris Karloff                | 1931      | Frankenstein                                                           |
| Boris Karloff                | 1935      | Bride of Frankenstein                                                  |
| Boris Karloff                | 1939      | Son of Frankenstein                                                    |
| Boris Karloff                | 1962      | Route 66': "Lizard's Leg and Owlet's Wing" (episodi de sèrie de TV)    |
| Dale Van Sickel              | 1941      | Hellzapoppin                                                           |
| Lon Chaney Jr.               | 1942      | The Ghost of Frankenstein                                              |
| Lon Chaney Jr.               | 1952      | Tales of Tomorrow: "Frankenstein" (episodi de sèrie de TV)             |
| Bela Lugosi                  | 1943      | Frankenstein i l'home llop                                             |
| Glenn Strange                | 1944      | The House of Frankenstein                                              |
| Glenn Strange                | 1945      | House of Dracula                                                       |
| Glenn Strange                | 1948      | Abbott and Costello Meet Frankenstein                                  |
| Gary Conway                  | 1957      | I Was a Teenage Frankenstein                                           |
| Christopher Lee              | 1957      | La maledicció de Frankenstein                                          |
| Gary Conway                  | 1958      | How to Make a Monster                                                  |
| Michael Gwynn                | 1958      | The Revenge of Frankenstein                                            |
| Mike Lane                    | 1958      | Frankenstein 1970                                                      |
| Harry Wilson                 | 1958      | Frankenstein's Daughter                                                |
| Don Megowan                  | 1958      | Tales of Frankenstein (pilot per a TV)                                 |
| Danny Dayton                 | 1963      | Mack and Myer for Hire: "Monstrous Merriment" (episodi de sèrie de TV) |
| Kiwi Kingston                | 1964      | The Evil of Frankenstein                                               |
| Fred Gwynne                  | 1964      | The Munsters (com a "Herman Munster")                                  |
| Koji Furuhata                | 1965      | Frankenstein Conquers the World                                        |
| John Maxim                   | 1965      | Doctor Who: "The Chase" (episodi de sèrie de TV)                       |
| Robert Reilly                | 1965      | Frankenstein Meets the Space Monster                                   |
| Yû Sekida and Haruo Nakajima | 1966      | La batalla dels simis gegants                                          |
| Allen Swift                  | 1967      | Mad Monster Party?                                                     |
| Allen Swift                  | 1972      | Mad Mad Mad Monsters                                                   |
| Susan Denberg                | 1967      | Frankenstein va crear la dona                                          |
| Robert Rodan                 | 1967      | Dark Shadows                                                           |
| David Prowse                 | 1967      | Casino Royale                                                          |
| David Prowse                 | 1970      | The Horror of Frankenstein                                             |
| David Prowse                 | 1974      | Frankenstein and the Monster from Hell                                 |
| Freddie Jones                | 1969      | Frankenstein Must Be Destroyed                                         |
| Manuel Leal                  | 1969      | Santo y Blue Demon contra los monstruos (com a "Franquestain")         |
| Howard Morris                | 1970      | Groovie Goolies (com a "Frankie")                                      |
| John Bloom and Shelley Weiss | 1971      | Dracula vs. Frankenstein                                               |
| Xiro Papas                   | 1972      | Frankenstein 80                                                        |
| Bo Svenson                   | 1973      | The Wide World of Mystery "Frankenstein" (episodi de sèrie de TV)      |
| José Villasante              | 1973      | El espíritu de la colmena                                              |
| Michael Sarrazin             | 1973      | Frankenstein: The True Story                                           |
| Srdjan Zelenovic             | 1974      | Flesh for Frankenstein                                                 |
| Peter Boyle                  | 1974      | El jove Frankenstein                                                   |
| Per Oscarsson                | 1976      | Terror of Frankenstein                                                 |
| Mike Lane                    | 1976      | Monster Squad                                                          |
| Jack Elam                    | 1979      | Struck by Lightning                                                    |
| John Schuck                  | 1979      | The Halloween That Almost Wasn't                                       |
| Peter Cullen                 | 1984      | The Transformers                                                       |
| David Warner                 | 1984      | Frankenstein (pel·lícula de TV)                                        |
| Clancy Brown                 | 1985      | The Bride                                                              |
| Clancy Brown                 | 2020      | DuckTales                                                              |
| Tom Noonan                   | 1987      | La brigada antimonstres                                                |
| Paul Naschy                  | 1987      | El Aullido del Diablo                                                  |
| Chris Sarandon               | 1987      | Frankenstein (pel·lícula de TV)                                        |
| Phil Hartman                 | 1987–1996 | Saturday Night Live                                                    |
| Zale Kessler                 | 1988      | Scooby-Doo and the Ghoul School                                        |
| Jim Cummings                 | 1988      | Scooby-Doo! and the Reluctant Werewolf                                 |
| Craig Armstrong              | 1989      | The Super Mario Bros. Super Show!                                      |
| Nick Brimble                 | 1990      | Frankenstein desencadenat                                              |
| Randy Quaid                  | 1992      | Frankenstein                                                           |
| Robert De Niro               | 1994      | Frankenstein de Mary Shelley                                           |
| Deron McBee                  | 1995      | Monster Mash: The Movie                                                |
| Peter Crombie                | 1997      | House of Frankenstein                                                  |
| Thomas Wellington            | 1997      | The Creeps                                                             |
| Frank Welker                 | 1999      | Alvin and the Chipmunks Meet Frankenstein                              |
| Shuler Hensley               | 2004      | Van Helsing                                                            |
| Luke Goss                    | 2004      | Frankenstein                                                           |
| Vincent Perez                | 2004      | Frankenstein                                                           |
| Joel Hebner                  | 2005      | Frankenstein Reborn                                                    |
| Julian Bleach                | 2007      | Frankenstein                                                           |
| Shuler Hensley               | 2007      | Young Frankenstein                                                     |
| Scott Adsit                  | 2010      | Mary Shelley's Frankenhole                                             |
| Benedict Cumberbatch         | 2011      | Frankenstein                                                           |
| Jonny Lee Miller             | 2011      | Frankenstein                                                           |
| Tim Krueger                  | 2011      | Frankenstein: Day of the Beast                                         |
| David Harewood               | 2011      | Frankenstein's Wedding                                                 |
| Kevin James                  | 2012      | Hotel Transsilvània                                                    |
| Kevin James                  | 2015      | Hotel Transsilvània 2                                                  |
| Kevin James                  | 2018      | Hotel Transylvania 3: Summer Vacation                                  |
| David Gest                   | 2012      | A Nightmare on Lime Street                                             |
| Mark Hamill                  | 2012      | Uncle Grandpa                                                          |
| Roger Morrissey              | 2013      | The Frankenstein Theory                                                |
| Chad Michael Collins         | 2013      | Once Upon a Time                                                       |
| Aaron Eckhart                | 2014      | I, Frankenstein                                                        |
| Rory Kinnear                 | 2014      | Penny Dreadful                                                         |
| Dee Bradley Baker            | 2014      | Winx Club (in "A Monstrous Crush")                                     |
| Michael Gladis               | 2015      | The Librarians (in "And the Broken Staff")                             |
| Spencer Wilding              | 2015      | Victor Frankenstein                                                    |
| Xavier Samuel                | 2015      | Frankenstein                                                           |
| Kevin Michael Richardson     | 2015      | Rick and Morty                                                         |
| Brad Garrett                 | 2016      | Anunci d'Apple                                                         |
| John DeSantis                | 2017      | Escape from Mr. Lemoncello's Library                                   |
| Ai Nonaka                    | 2017      | Fate/Apocrypha                                                         |
| Grant Moninger               | 2017      | Teenage Mutant Ninja Turtles                                           |
| Skylar Astin                 | 2019      | Vampirina                                                              |
| Will Ferrell                 | 2019      | Drunk History                                                          |
| Brad Abrell                  | 2022      | Hotel Transsilvània 4: Transformania                                   |